# Kerkis
Kerkis o Kerketeus (griego, moderno: Κέρκης, Kérkis; antiguo: Κερκετεύς, Kerketeús) es un volcán extinguido, que constituye la mayor parte del centro de la isla griega de Samos. Su pico más alto, llamado Vigla (Βίγλα), tiene entre 1.433 y 1.450 m, y es el segundo pico más alto del Egeo oriental (después de Fengari en Samotracia). El nombre de la montaña, significa aproximadamente, "perteneciente a Circe".
La montaña tiene un color balnquecino debido al alto contenido en tiza, especialmente visible al descubierto en algunos precipicios expuestos. Está considerada una reserva para numerosas plantas y animales, algunos de ellos en peligro de extinción, y forma parte de la Red Natura 2000 de la Unión Europea de sitios protegidos. 
Existen varios pequeños monasterios en sus laderas, así como un buen número de cuevas. De éstas, la más notable es la Cueva de Pitágoras en la ladera oriental, in en la que Pitágoras se supone que se escondió del tirano Polícrates antes de ir al exilio a Italia.